# كارلوس ميغيل دا سيلفا جونيور
كارلوس ميغيل دا سيلفا جونيور (بالبرتغالية: Carlos Miguel‏) هو لاعب كرة قدم برازيلي في مركز الوسط، ولد في 12 يونيو 1972 في بينتو غونسالفيس، ريو غراندي دو سول في البرازيل. شارك مع منتخب البرازيل لكرة القدم. أما مع النوادي، فقد لعب مع سبورتينغ لشبونة وغريميو بورتو أليغرينزي ونادي إنترناسيونال ونادي ساو باولو ونادي كورينثيانس ألاغوانو.

## وصلات خارجية
- كارلوس ميغيل دا سيلفا جونيور على موقع الاتحاد الدولي (مؤرشف)  (الإنجليزية)
- كارلوس ميغيل دا سيلفا جونيور على موقع الاتحاد الأوربي (الإنجليزية)
- كارلوس ميغيل دا سيلفا جونيور على موقع قاعدة بيانات كرة القدم.إي يو (الإنجليزية)
- كارلوس ميغيل دا سيلفا جونيور على موقع ناشيونال فوتبول تيمز (الإنجليزية)